# فارس عوده
فارِس عودة (دسامبر ۱۹۸۵ – ۸ نوامبر ۲۰۰۰ (۱۴ سال)) نوجوان فلسطینی بود که در جریان انتفاضه اقصی توسط ارتش اسرائیل در نوار غزه هدف گلوله قرار گرفت و کشته شد. تصویری از او که در حال پرتاب سنگ به‌سوی تانک اسرائیلی است، بسیار مورد توجه قرار گرفت و به نماد مبارزهٔ فلسطینی‌ها در سرزمین‌های اشغالی تبدیل شد.